# Жорж Фав
Жорж Фав (на френски: Georges Favez) е швейцарски психоаналитик.

## Биография
Роден е на 15 февруари 1901 година в Лозана, Швейцария, в семейството на гастроном. Започва да учи в Лайпциг и Страсбург, а след това става пастор в кантона Во. Продължава да учи през 1936 г. в Женева в Института по образование, а след това и под супервизията на Едуард Клапаред. Не се явява на последния изпит защото смята, че не му е нужен за кариерата на учител и психотерапевт.
Анализиран е от Хайнц Хартман през 1940 г. в Лозана. Избран е за член на Парижкото психоаналитично общество през 1948 г. През 1952 се среща с бъдещата си жена Жулиет Бутоние. След това преминава анализа със Саша Нахт. По това време Фав заедно с Франсоаз Долто, Даниел Лагаш, Мариан Лагаш и Жулиет Фав-Бутоние създават Френското психоаналитично общество, което се разцепва през 1964 г. на две École Freudienne de Paris (с президент Жак Лакан) и Френска психоаналитична асоциация (с президент Даниел Лагаш). В периода 1966 – 1967 Фав става президент на обществото.
Умира на 15 февруари 1981 година в Париж на 80-годишна възраст.